# Cnemaspis flavolineata
Cnemaspis flavolineata là một loài thằn lằn trong họ Gekkonidae. Loài này được Nicholls mô tả khoa học đầu tiên năm 1949.